# هيربرت براون
هيربرت براون (بالإنجليزية: Herbert Charles Brown)‏ هو كيميائي أمريكي ولد في 22 مايو 1912 وتوفي في 19 ديسمبر 2004. حصل على جائزة نوبل في الكيمياء لسنة 1979.

## السيرة
ولد هربرت لعائلة بولندية يهودية مهاجرة في لندن وكان اسمه هربرت بروفرنيك (Herbert Brovarnik). ذهب إلى الولايات المتحدة ودرس في جامعة شيكاغو. حصل على بكالوريوس علوم سنة 1936 ومن ثم دكتوراة سنة 1938. أصبح سنة 1947 بروفسورا في جامعة بيردو الأمريكية وبقي فيها حتى وفاته. سمي معهد الكيمياء في الجامعة باسمه تخليدا له.
خلال الحرب العالمية الثانية اكتشف كيفية استخراج مادة برومهيدريد الصوديوم (NaBH4). كانت زوجته تهتم بشؤون البيت ومصاريفه حتى يتفرغ هو للدراسة. حسب قول هربرت فإن زوجته أخذت المال الذي حصل عليه من الجائزة 100000 دولار وتركت له الميدالية.
توفي في 19 ديسمبر 2004 في مستشفى ولاية انديانا بعد إصابته بأزمة قلبية.

## الجوائز
- قلادة العلوم الوطنية الأمريكية (1969)
- قلادة إليون كريسون (1978)
- جائزة نوبل في الكيمياء (1979)
- قلادة بريستلي (1981)
- قلادة بيركن (1982)

## روابط خارجية
- هيربرت براون على موقع الموسوعة البريطانية (الإنجليزية)
- هيربرت براون على موقع مونزينجر (الألمانية)
- هيربرت براون على موقع إن إن دي بي (الإنجليزية)